# Дрезденский триптих
Дре́зденский три́птих, известен также под названиями Богородица с Младенцем, Архангелом Михаилом и Святой Екатериной и Алтарь Девы Марии — небольшой навесной алтарный триптих работы ранненидерландского художника Яна ван Эйка. Триптих состоит из пяти отдельных панелей — центральной и двух двусторонних крыльев. Работа подписана, художник сам датировал её 1437 годом. В настоящее время входит в состав постоянной экспозиции дрезденской Галереи старых мастеров. Оригинальные рамы панелей также дошли до наших дней. Этот триптих — единственный из сохранившихся триптихов, приписываемых ван Эйку, и единственная непортретная работа, подписанной личным девизом художника ALC IXH XAN («Так хорошо, как я могу»). Обычно этот триптих используют для датировки других произведений художника, поскольку он был создан в середине его творческого пути. Сюжет и композиционные решения перекликаются с рядом мотивов более ранних работ ван Эйка, иллюстрируя прогресс художника в обращении с глубиной пространственной композиции. Помимо этого, запечатлённые элементы иконографии Богородицы получили широкое распространение в живописи второй половины XV века. По мнению историка Элизабет Дханенс, Дрезденский триптих является «самой очаровательной, изящной и привлекательной работой из всех сохранившихся произведений Яна ван Эйка».
В закрытом состоянии на двух наружных сторонах крыльев триптиха становятся видны изображения Девы Марии и Архангела Гавриила из евангельского события Благовещения. Фигуры написаны в технике гризайль, и из-за их практически монохромной окраски у зрителя создаётся впечатление, что перед ним фигуры из камня. Сцена на трёх внутренних панелях триптиха запечатлена в церковных интерьерах. На центральной картине изображена Дева Мария, сидящей на троне с Иисусом младенцем на руках. На левом крыле изображена фигура Архангела Михаила, правая рука которого лежит на плече преклонённой перед Богородицей фигуры — портрета донатора. На правом крыле ван Эйк разместил фигуру читающей Екатерины Александрийской. Границы между панелями обозначены двумя слоями бронзовой краски с латинскими надписями, взятыми из разных источников. Так, фразы на центральной раме ван Эйк позаимствовал из библейских описаний Вознесения Девы Марии, в то время как на внутренних крыльях выложены фрагменты молитв, посвящённых святым Михаилу и Екатерине.
Предположительно, триптих предназначался для личной молитвы и скорее всего использовался странствующим священником в качестве переносного алтаря. Несмотря на то, что данные о донаторе не сохранились, богато украшенные латинскими надписями рамы панелей свидетельствуют, что он был человеком высокообразованным и культурным. Поскольку документальные свидетельства о заказчиках живописи Северного Возрождения практически отсутствуют, их личности зачастую устанавливаются на основе документов, собранных современными искусствоведами. Повреждённые гербы на углах створок Дрезденского Триптиха были сопоставлены с гербом альберго Джустиниани из Генуи — влиятельного кланового объединения, которое начиная с 1362 года принимало активное участие в налаживании торговых отношений с Брюгге.

## Провенанс и атрибуция
Предположительно, начиная с середины-конца XV века Дрезденский триптих находился во владении альберго Джустиниани. Следующее упоминание о работе относится к 10 мая 1597 года, когда произведение выкупил Винченцо I Гонзага. Впоследствии в 1627 году триптих в составе коллекции Гонзага был куплен английским королём Карлом I. После свержения и последующей казни короля произведение было отправлено в Париж, где его новым владельцем стал Эверхард Джабах — художественный коллекционер и банкир из Кёльна, работавший в качестве арт-дилера для Людовика XIV и Джулио Мазарини. Год спустя после смерти Джабаха в 1695 году произведение перешло во владение курфюршества Саксонии. Следующее документальное упоминание о работе было сделано во время инвентаризации Галереи старых мастеров в 1754 году. До 1830 года создателем триптиха считался Альбрехт Дюрер, пока немецкий историк Алоиз Гирт не установил, что авторство принадлежит ван Эйку. Каталог Дрезденский галереи от середины XIX века атрибутировал произведение Хуберту ван Эйку и только спустя несколько лет — Яну.
Художник подписал и датировал работу, а также добавил свой девиз на центральную панель. Подпись была обнаружена только при снятии оригинальной рамы во время реставрации середины XX века, окончательно авторство подтверждено в 1959 году с обнаружением подписи художника рядом с другими словами девиза: IOHANNIS DE EYCK ME FECIT ET C[OM]PLEVIT ANNO D[OMINI MCCCCXXXVII.ALC IXH XAN («Ян ван Эйк создал и закончил меня в 1437 году. Как могу»). Слово «закончил» (complevit) может означать как дату создания, так и дерзкий комментарий амбициозного мастера — в то время большинство художников нанимали подмастерьев для помощи с крупными заказами. Возможно, высокомерный живописец указывал, что его помощники по мастерской не принимали значимого участия в создании работы и что он был главным ответственным за замысел и исполнение триптиха. В пользу этой версии также свидетельствует тот факт, что это единственная не портретная работа, содержащая девиз ван Эйка ALC IXH XAN («Как могу»). Вплоть до обнаружения подписи художника, возможная датировка произведения варьировалась от раннего периода творчества ван Эйка в 1420-е годы до более позднего периода в 1430-х годах. Поскольку работа была точно атрибутирована, Дрезденский триптих зачастую используется как точка отсчёта для датировки других произведений ван Эйка; триптих отражает явное стилистическое развитие художника в ряде деталей, включая проработку витражей и молдингов у аркады, а также изображение перспективы.
Композицию центральной панели часто сравнивают с другим неподписанным и недатированным произведением художника «Мадонна Лукка» (примерно 1436 год). Эта работа перекликается с центральной панелью Дрезденского триптиха в ряде деталей, включая тёмно-зелёный балдахин, фигуру и расположение Девы Марии, многочисленные складки на её платье, оранжевые и коричневые оттенки при изображении пола, геометрический узор ковра и деревянную резьбу. Предполагается, что «Мадонна Лукка» — это портрет молодой жены художника Маргарет.

## Описание
Вместе с рамами размер работы составляет 33 x 27,5 см. Миниатюрный размер указывает на то, что скорее всего триптих задумывался в качестве переносного алтаря (altare portabile). Представители высших слоёв общества и аристократии приобретали подобные работы с папского разрешения, чтобы использовать во время путешествий или паломничества. Донатор ван Эйка Филипп III Добрый владел как минимум одним переносным триптихом, фрагменты которого дошли до наших дней.
Три внутренние панели составляют композицию «Святого Собеседования» — весьма распространённой формы в итальянской живописи второй половины XIV века, в которой святой покровитель представляет обычно коленопреклонённого донатора сидящей на троне «Божественности или Матери Божьей». Искусствовед Джон Уорд предполагает, что богатая и сложная иконография и символическое значение, которые ван Эйк вкладывал в религиозные изображения, подчёркивали сосуществование духовного и материального миров. В ранних работах ван Эйка тончайшие иконографические черты — замаскированная символика — вплетались в произведение через «относительно маленькие [детали], на заднем плане или в тени». В числе подобных деталей было явление Богородицы перед донатором, панель с которым украшалась резьбой с событиями из его жизни. В выполненных после 1436 года религиозных панелях ван Эйка количество используемых иконографических или символических элементов заметно уменьшилось. Уорд считает, что на подобное решение могли повлиять как уменьшение размера работ, так и пожелания донатора, или художник мог «решить, что исчерпал самые интересные возможности и … большая часть его тщательно спланированной символики осталась не оценённой донаторами или зрителями». Согласно Линну Джейкобсу, Дрезденский триптих представляет собой символическую систему, поскольку в нём сопоставлены небесные и земные объекты. Подобное разграничение наиболее очевидно при сравнении монохромных внешних и ярких внутренних панелей.

### Рамы
Оригинальные рамы триптиха сохранились, они служат одновременно украшением и защитой изображения от света и пыли во время путешествий и «in situ» («На месте»). Внутренние панели обрамлены профилированным багетом и вставлены в рамы, на которых вырезаны позолоченные надписи; в верхних углах каждого из двух крыльев алтаря вырезан ряд гербов. Буквы и фразы на латинском языке служат двойной цели. Они используются как украшение, имитирующее поля средневековых рукописей, а также создают общий фон — ван Эйк предполагал, что зритель будет воспринимать текст и изображения как единое целое. В своём исследовании ранненидерландских триптихов Линн Джейкобс приходит к заключению, что надписи использовались для различения и разделения между мирской и духовной сферами. На панелях изображали «земные» сцены, в то время как надписи на рамах служили напоминанием о «небесном» влиянии. Надписи подчёркивают двойственность между земной и небесной сферами, где святая Екатерина наводит на мысли об аскетическом благочестии, в то время как сама её фигура изображена в роскошных одеждах и драгоценностях.
На центральной панели вырезаны фрагменты из Книги Премудрости Соломона (7:26 и 7:29), и Книги Екклесиаста(24: 23-24). Надписи на боковых панелях взяты из текстов, напрямую относящихся к двум святым.

### Внутренние панели

#### Богоматерь с Младенцем
На центральном панели изображены Богородица и Младенец Иисус, сидящие на троне в церковном нефе колонной базилики. Трон окружён с двух сторон колоннами, написанными разнообразными тёмно-красными, оранжевыми и серыми красками — цветовое решение, которое, согласно Питеру Хиту, придаёт «ощущение воздушного безмолвия». Трон расположен на кивории, перед ним лежит пёстрый восточный ковёр на кафельном полу, выложенном плиткой со сложным геометрическим узором. На подлокотниках трона и арках с обеих сторон расположены резные или рельефные образы. В их число входят крошечные изображения Исаака и Давида и Голиафа, хотя искусствовед Антье Мария Нойнер интерпретирует последнее изображение как фигуру Иеффая, приносящего в жертву свою дочь. Мария облачена в богато вышитую и характерную для работ ван Эйка, объёмную красную мантию, которая также служит тканью почести. Мантия надета поверх синего нижнего платья с квадратным вырезом, украшенного каймой с драгоценными камнями. Согласно Отто Пехту, в своих работах ван Эйк часто изображает Деву Марию в красной одежде, что создаёт дополнительный эффект её доминирования в пространстве. Младенец Иисус обнажён и держит в направлении донатора ленту, украшенную фразой из Евангелия от Матфея (11:29), DISCITE A ME, QUIA MITIS SUM ET HUMILIS CORDE («Узнай обо мне, ибо я кроток и смирён в сердце»).
Присутствие Девы Марии в церкви весьма символично, она и младенец занимают пространство, где обычно располагается алтарь. Подобно двум другим иконографическим образам Богородицы ван Эйка на картинах «Мадонна каноника ван дер Пале» (1436) и «Мадонна в церкви» (1438—1440), Дева Мария изображена неестественно большой и диспропорциональной размерам окружающего её интерьера. Подобная техника иллюстрирует влияние итальянских живописцев XII—XIII веков, таких как Чимабуэ и Джотто ди Бондоне, которые, в свою очередь, опирались на традицию монументальных изображений Девы Марии в византийской иконографии. Согласно искусствоведу Лорну Кэмпбеллу, Богородица изображена в динамике, будто она собирается «подняться со своего трона и войти в то же пространство, где находятся архангел Михаил и святая Екатерина, она будет возвышаться над ними, а также над колоннами церкви». 
Такой способ изображать Деву Марию материализующейся перед донатором в ответ на его молитву и преданность очень характерен для ван Эйка. Изображённая на Дрезденском триптихе Дева Мария монументальна, но не так несказанно велика, как в работах XIII века. Она заметно выделяется в интерьере центральной панели, но относительно пропорциональна по отношению к фигурам на боковых крыльях. Подобная сдержанность свидетельствует о начале «зрелой» фазы в творчестве ван Эйка, которая наиболее заметна по «большей пространственной глубине» композиции.
Поза Иисуса похожа на позу младенца с картины «Мадонна каноника ван дер Пале» — он также тянется к донатору, но на Дрезденском триптихе его голова расположена более фронтально.

#### Крылья святых и донатора
Изображения Екатерины Александрийской и Архангела Михаила занимают правое и левое крыло триптиха соответственно. Они представлены стоящими в проходах или деамбулаториях, на несколько проходов ближе к переднему плану, чем изображения на центральной панели. Стилистика их написания соответствуют развивающемуся стилю художника — коридоры создают ощущение простора, особенно благодаря скрытому пространству, в то время как оба святых слегка наклоняются к Деве Марии. Использование перспективы делает фигуры святых относительно небольшими. Согласно Пехту, они «менее массивные, чем грандиозные фигуры в „Мадонна каноника ван дер Пале“. Именно эта готическая изящность привела многих учёных к решению … отнести триптих к ранним работам Яна ван Эйка». Две боковые панели наполнены падающим через окна светом, который отражается от атрибутов святых, сверкая на доспехах архангела Михаила и украшенного драгоценностями стального меча Екатерины Александрийской.
На правой панели ван Эйк изобразил Екатерину Александрийскую в образе готической принцессы. Она стоит, читая книгу в «восхитительной скромности», её светлые волосы распущены, а голова увенчана изысканной драгоценной короной, очень похожей на корону с картины «Мадонна канцлера Ролена». Насыщенно-синее платье и табард из белой драпировки горностаевого меха дополняют образ принцессы. На её шее висит золотая цепочка с драгоценным кулоном. Художник включил в образ Екатерины Александрийской все традиционно связанные с ней атрибуты. В правой руке она держит меч, которым она была обезглавлена, а у её ног лежит колесо, на котором её пытали. Подобно женскому образу в «Портрете четы Арнольфини», фигура Екатерины «модно грушевидна». Хит отмечает, что её одеяние «более ослепительно, чем Богородицы» и сравнимо с роскошной бронёй архангела Михаила на левом крыле триптиха.
Решение Яна ван Эйка изобразить Екатерину Александрийскую может быть объяснено рядом причин. В то время она была второй по популярности и репутации святой после Девы Марии. В жизни Екатерина Александрийская была одновременно образованной и чистосердечной женщиной — качества, которые, возможно, были свойственны и донатору. Святая Екатерина поглощена книгой в созерцательной манере, что также может быть отражением характера заказчика. Рама её крыла подписана словами VIRGO PRUDENS ANELAVIT, GRANUM SIBI RESERVAVIT, VENTILANDO PALEAM. DISIPLINUS EST IMBUTA PUELLA COELESTIBUS, NUDA NUDUM EST SECUTA CHRISTUM PASSIBUS, DUM MUNDANIS EST EXUTA ECT («Благоразумная дева жаждала звёздного трона, где она приготовила своё место; оставляя мирское гумно, она сохранила для себя ядра, отделив мякину. Юная дева погрузилась в изучение небесной науки, очищенная от суеты повседневности, уверенной поступью следующая за Христом до момента освобождения от бремени земного существования»).
В окне за спиной святой Екатерины видна панорама города, однако из-за миниатюрности картины его можно разглядеть только при близком рассмотрении. Вид написан очень тонкой кистью, так что зритель может разглядеть ряд изображённых в мельчайших деталях зданий и холмы перед заснеженными горами.
К плечу юного архангела Михаила прислонено копьё. Святой одет в искусно украшенные драгоценностями цветные доспехи, его левая рука держит шлем, а правая лежит на плече донатора, коленопреклонённого перед Богородицей. Руки донатора тянутся вверх как при молитве, однако ладони не соприкасаются друг с другом. На его правом мизинце изображено золотое кольцо, а сам он одет в длинный гупелянд оливкового цвета, который в то время был на пике моды и подтверждал высокий статус донатора при Бургундском дворе. Платье имеет высокий воротник с меховой подкладкой и глубокие мешковатые рукава с меховой отделкой. Заказчик подстрижен «под горшок», с закруглёнными по краям и сбритыми над ушами волосами, что было типично для нидерландской моды середины 1430-х годов. За исключением красного капюшона его наряд напоминает одежду жениха с картины «Портрет четы Арнольфини».
На капители колонны над головой донатора выгравированы изображения военных сцен. Подобные резные изображения можно увидеть рядом с донатором и в ранних работах ван Эйка «Мадонна каноника ван дер Пале» и «Мадонна канцлера Ролена», где сцены изображают события или личные обстоятельства из жизни заказчика. Вырезанные на Дрезденском триптихе сцены вероятнее всего служат той же цели, однако из-за невозможности определить личность донатора сложно понять, что именно они изображают. Согласно искусствоведу Элизабет Даненс, гравировка может изображать саркофаг Ипполита Римского в Пизе, что, по её мнению, подтверждает теории об итальянском происхождении донатора. Даненс также отмечает, что военная сцена подчёркивает воинский статус архангела Михаила. Уорд сравнивает резные изображения с похожей резьбой на найденной в Вашингтоне картине ван Эйка «Благовещение». В отличие от своих более ранних посвящённых портретов ван Эйк изобразил донатора в отдалении от Девы Марии и в гораздо меньшем масштабе по отношению к ней.
Надписи по краям рамы панели содержат молитвенные фрагменты из литургии, совершаемой на праздник св. Архангела Михаила. Надпись гласит:HIC EST ARCHANGELUS PRINCEPS MILITAE ANGELORUM CUIUS HONOR PRAESTAT BENEFICIA POPULORUM ET ORATARIO PERDUCIT AD REGNA COELORUM. HIC ANGELUS MICHAEL DEI NUNTIUS DE ANIMABUS JUSTIS. GRATIA DEI ILLE VICTOR IN COELIS RESEDIT. A PACIBUS («Это Михаил Архангел, командующий ангелическим воинством, чья привилегия даровать благоволение и покровительство тем, кого молитва ведёт в Небесное Царство. Архангел Михаил, посланник Бога для душ праведных. Милостью Бога этот великий победитель занял подобающее ему место на Небе, месте умиротворения»).

### Внешние панели
Когда триптих закрыт, становятся видны внешние изображения на крыльях алтаря, иллюстрирующие сцены Благовещения с Архангелом Гавриилом и Девой Марией, выполненные в технике гризайль. Фигуры являются имитацией скульптурных работ; этого эффекта ван Эйк достигает в том числе благодаря помещению святых на восьмиугольные пьедесталы. Фигуры освещены падающим слева светом — приём, который художник часто использовал для обозначения присутствия Бога. Голубь Святого Духа парит над головой Девы Марии. Тот факт, что голубь также нарисован в технике гризайль, но никак не прикреплён к пьедесталу и парит над головами святых, обращает внимание зрителя на то, что он смотрит не на скульптуру, а на её живописную имитацию.
В XV веке тема Благовещения преобладает на внешних крыльях полиптихов Северного Возрождения. Корни художественной традиции уходят в Византийское искусство, в то время как повторная популяризация практики произошла во многом благодаря ван Эйку. Вместе с «Гентским алтарём» Дрезденский триптих является одним из самых ранних сохранившихся произведений, выполненных в подобной манере. По этой причине Ян ван Эйк считается изобретателем мотива, ставшего образцовым начиная с середины XV века. Благовещение знаменует воплощение Иисуса во плоти. Поэтому изображение сцены на внешних крыльях триптиха гармонично сочетается со сценами из жизни Иисуса, обычно запечатлёнными на внутренних панелях.
В XV веке на внешних крыльях диптихов и триптихов обычно изображали написанные в технике гризайль сцены Благовещения. Молли Тиздейл Смит считает, что корни художественной практики уходят в традицию покрывать религиозные образы серой тканью в течение 46-дневного периода, предшествующего Пасхе. Взаимосвязь прослеживается и с тем, что обычно полиптихи держали закрытыми, за исключением воскресенья или церковных праздников, когда они были открыты для демонстрации более красочных внутренних изображений.
Согласно Даненс, скульптурное изображение на внешних панелях является «блестящим успехом… в придании смысла жизни предполагаемым статуям». Новаторский подход художника состоит и в том, что он изобразил два крыла полиптиха в технике гризайль. Самым ранним сохранившимся примером подобной техники являются внешние крылья «Гентского алтаря».

## Архитектура
Изображённая церковь относится к романскому архитектурному стилю с готическими элементами. Над головой Марии расположен балдахин, а небольшой неф едва вмещает её. Вокруг изображены колоннадыс  закруглёнными арками. Оттенки мраморных колонн варьируют от розового до красного и фиолетового. Каждая из капителей украшена искусною резьбой, на некоторых из них художник поместил изображения двенадцати апостолов под маленьким навесом. Свод базилики виден в проходах, но не в центральном нефе. Подразумевается, что некоторые из помещений скрыты от глаз зрителя. Скрыто пространство по сторонам от колоннады и за балконом позади трона. Также существуют невидимые зрителю выходы в коридоры, которые расположены в задних частях боковых панелей. Окна с восточной стороны правого крыла напоминают окна с другой работы ван Эйка — «Мадонна канцлера Ролена».
Пространственная глубина на центральной панели иллюстрирует прогресс в художественной технике ван Эйка, особенно по сравнению с его похожими работами 1436 года: «Диптихом Благовещения» или «Мадонна каноника ван дер Пале», обе из которых довольно плоскостные. Эффект объёмного помещения достигнут через ряд художественных приёмов. Например, Дева Мария размещена в дальнем конце художественного пространства, так, чтобы она выглядела одновременно и меньше и на расстоянии. Помимо этого, художник подчеркнул удаляющиеся линии ковра, сочетаемые со складками на платье Богородицы. Перспектива достигается и через последовательное уменьшение размера вытянутых вдоль трона колонн. Даненс также подчёркивает, что прогресс художественной техники ван Эйка особенно заметен при сравнении с панелями «Мадонна Лукка» и «Мадонна каноника ван дер Пале».
Как и в более ранних изображениях интерьеров, в основе работы ван Эйка лежит не определённое здание, а скорее воображаемое и идеализированное строение, которое, по мнению художника, олицетворяло идеальное архитектурное пространство. Об этом свидетельствует ряд деталей, например, наличие скульптур светского характера, которые вряд ли бы встретились в реальной церкви того времени. При написании здания ван Эйк уделил пристальное внимание деталям современной архитектуры, которые он вероятнее всего совместил с элементами старинных зданий. Колонны стоят на высоких призматических основах, встречающихся в древних церквях и на Триумфальной арке Константина. Искусствовед Крейг Харбисон предполагает, что поскольку интерьеры выдуманы, зритель не обременён уже сформированными представлениями о них, и подобный художественный приём позволяет раскрыть «физиологическое» воздействие картины на зрителя. По мнению искусствоведа, на панелях запечатлён момент, когда молитва и благочестие донатора вознаграждается явлением Девы Марии и Младенца Иисуса. Новизна и необычность ситуации подчёркивается диспропорциональным размером Богородицы по сравнению с окружающей её обстановкой.
Свет играет ключевую роль во всех пяти панелях, в степени, сравнимой с ролью света в работе «Мадонна в Церкви». Арки и колонны залиты дневным светом, который отражается в надписях вокруг центральной рамы, создающих иллюзию света и освещения. Ван Эйк уделяет особое внимание эффекту насыщения и градации света, который проникает в здание с левой стороны и распространяется по средней части каждой из панелей. Художник часто использовал свет, чтобы указать на божественное эфемерное присутствие. Скрытые пространства по обе стороны от трона Девы Марии, ведущие в каждое из крыльев триптиха, залиты светом и могут быть интерпретированы как проводники божественного.
Дрезденский триптих оказал большое влияние на работу Рогира ван дер Вейдена «Семь Таинств», особенно в аспекте игнорирования масштаба, проявляющемся через непропорциональность Девы Марии по отношению к другим фигурам и окружающей её обстановке. Ван дер Вейден развивает подобную технику дальше, разместив большое распятие, возвышающееся над фигурами и почти перекрывающее высоту центральной панели.

## Донатор
Личность донатора до сих пор не установлена, однако на протяжении последних 200 лет исследователи работы выдвинули несколько предположений. Так, Харбисон считает, что миниатюрный размер произведения указывает на то, что триптих скорее использовался как переносный алтарь, нежели для личных молитв. Таким образом, Дрезденский триптих был заказан либо членом духовенства, либо для него. Другие искусствоведы предполагают, что донатором мог быть один из генуэзских купцов. Подобная точка зрения обоснована сходством с алтарной работой Джованни Мазони «Дева Мария и Младенец» из Понтремоли в Тоскане, созданной приблизительно в конце XV века в итальянском регионе Лигурия. Повреждённые гербы на внутренних рамах связывают с альберго Джустиниани, которому удалось установить торговые связи с Брюгге в XIV и XV веках. Дрезденский триптих если не был создан по поручению Джустиниани, то, по крайней мере, находился в их владении в конце XV века. В начале 1800-х годов историк Френсис Уил идентифицировал Микеле Джустиниани как потенциального заказчика работы, однако более поздние исторические исследования не смогли подтвердить присутствие Микеле в Брюгге около 1437 года, поскольку он скорее всего вернулся в Италию в 1430-м.
Техническая экспертиза середины XX века установила, что, возможно, уже в XV веке гербы Джустиниани были нанесены поверх более раннего геральдического рисунка, значение и история которого в настоящее время считаются утраченными. Даненс предполагает, что один из членов клана Джустиниани имел другие ассоциации с изображёнными на триптихе архангелом Михаилом и святой Екатериной, поскольку они могли олицетворять членов итальянской семьи Рапонди, чей торговый дом в Париже был назван в честь святой Екатерины. Их дочь, также по имени Екатерина, вышла замуж за итальянского купца Микеле Бурлемаки (Боллемар в фламандском написании) из Лукки, часто бывавшего в Брюгге. По мнению Даненс, триптих мог быть заказан как свадебный подарок. Согласно архивным данным, ткачи города Вервик платили дань Екатерине Рапонди, и в сентябре 1434 года, когда Мишель Бурламаччи занимался сбором налогов в этом городе, ван Эйк получил вознаграждение, профинансированное за счёт местных налоговых поступлений. Даненс признаёт, что личность донатора установить невозможно, однако предполагает, что произведение «могло быть свадебным подарком мужа жене, залогом его привязанности во время его отсутствия, или это мог быть подарок жены мужу для защиты во время путешествий».

## Состояние
Состояние триптиха неудовлетворительное. За прошедшие века он получил механические повреждения, испытал серьёзную потерю красочного слоя и пережил неоднократные реставрации. Внешние деревянные рамы, изначально окрашенные в серые и жёлтые мраморные цвета, в XVI или XVII веке были перекрашены в чёрный и красный, когда «черепаховый цвет, имитирующий тогдашний модный шпон, сменил ушедшую моду на ясписные краски». В 1840 году к внутренним рамам была добавлена прослойка из чёрного дерева для дополнительной защиты произведения. Крупные реставрационные работы были проведены для восстановления краски на платье Девы Марии, самый большой вклад внёс художник Эдуард Бендеман, работавший с картиной в 1844 году. Сильной деформации подверглись и гербы, которые впоследствии отретушировали, в то время как оригинальные рамы оказались устойчивыми к повреждениям и только перекрашивались. После окончания Второй мировой войны работа была увезена в Москву. Алтарь был возвращён в Дрезден в 1959 году уже почищенным, отреставрированным и прошедшим лабораторное исследование. При снятии слоя коричневой краски во время лабораторного исследования в Москве была обнаружена надпись ALC IXH XAN на внутреннем молдинге центральной рамы, перед плиточным полом. Остатки краски были удалены во время последующей реставрации.